# Мельник Марія Яківна
Марі́я Я́ківна Ме́льник (* 1908, Кам'янець-Подільський — † 1971) — українська громадська діячка, педагог.

## Життєпис
Народилася 1908 року у Кам'янці-Подільському. 1935 року емігрувала в США. У Філадельфії організувала 62 відділення Союзу українок Америки.